# Xã Clover, Quận Mahnomen, Minnesota
Xã Clover (tiếng Anh: Clover Township) là một xã thuộc quận Mahnomen, tiểu bang Minnesota, Hoa Kỳ. Năm 2010, dân số của xã này là 121 người.